# Мартін Лютер Кінг
Ма́ртін Лю́тер Кінг, моло́дший (англ. Martin Luther King, Jr.; 15 січня 1929 Атланта, штат Джорджія, США — 4 квітня 1968, Мемфіс, штат Теннессі, США) — американський баптистський пастор, громадський діяч, оратор, лідер руху за громадянські права 1960-х років. Просував тактику ненасильства в боротьбі проти расизму. 
14 жовтня 1964 року Кінг отримав Нобелівську премію миру за боротьбу з расовою нерівністю шляхом ненасильницького опору. В останні роки життя він розширив сферу своєї діяльності, включивши до неї боротьбу з бідністю і війну у В’єтнамі. У 1968 році Кінг планував національну окупацію Вашингтона, округ Колумбія, під назвою «Кампанія бідних», коли 4 квітня на нього було скоєно замах у Мемфісі, штат Теннессі. Джеймса Ерла Рея, втікача з в'язниці штату Міссурі, засудили за вбивство, хоча сім'я Кінга вважає, що він був цапом-відбувайлом; вбивство залишається предметом теорій змови. Смерть Кінга супроводжувалася національною жалобою, а також гнівом, що призвів до заворушень у багатьох містах США.
Кінг був посмертно нагороджений Президентською медаллю Свободи в 1977 році й Золотою медаллю Конгресу у 2003 році. День Мартіна Лютера Кінга-молодшого був встановлений як свято в містах і штатах Сполучених Штатів, починаючи з 1971 року; федеральне свято вперше було відзначено в 1986 році. Сотні вулиць у США були перейменовані на його честь, а округ Кінг, штат Вашингтон, був перейменований на його честь. Меморіал Мартіна Лютера Кінга молодшого на Національній алеї у Вашингтоні, округ Колумбія, був відкритий у 2011 році.

## Молодість і навчання
Мартін Лютер Кінг народився у родині пастора баптистської церкви. У 1944 році, не закінчивши середньої школи, склав іспити та вступив до коледжу Морхауса для кольорових в Атланті. Тоді ж став членом Національної асоціації прогресу кольорового населення (НАПКН). У 1947 р. Кінг прийняв сан і став помічником батька в церкві. Закінчивши коледж зі ступенем бакалавра соціології в 1948 році, Кінг перейшов на навчання у Теологічну семінарію Крозера в Честері (штат Пенсільванія), де в 1951 р. здобув ступінь бакалавра богослов'я. Призначена йому стипендія дозволила вступити в аспірантуру Бостонського університету, де в 1955 р. Кінг захистив дисертацію і став доктором філософії.

## Політична діяльність

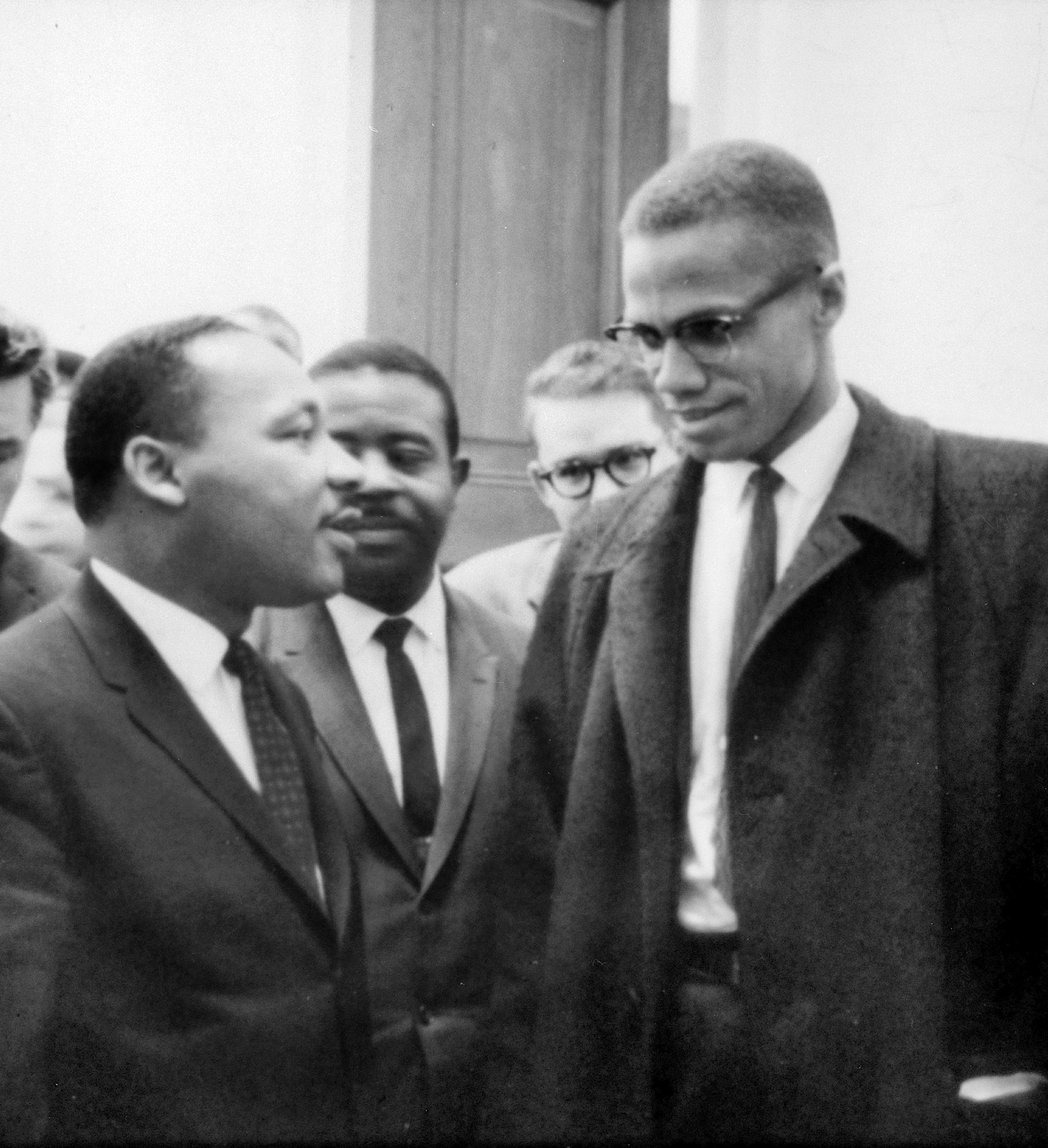
Мартін Лютер Кінг та Малколм Ікс

Ще раніше, в 1954 році Мартін Лютер Кінг став пастором у баптистській церкві в Монтгомері, штат Алабама, де й організував комітети соціальних дій, збирав кошти для НАПКН. Після інциденту з активісткою Розою Паркс — швачку було заарештовано за відмову поступитися місцем в автобусі білому пасажирові — у грудні 1955 р. у Монтгомері утворюється Асоціація вдосконалення, і Кінг стає її президентом. Під керівництвом Кінга громада афроамериканців бойкотувала транспорт Монтгомері 382 дні. У листопаді 1956 р. Верховний суд США визнав закон про сегрегацію в Алабамі неконституційним. У грудні того ж року чорні й білі вперше користувалися автобусами спільно.
Унікальний внесок Кінга в справу захисту прав людини зумовила його схильність до принципів християнської філософії. Прикладом для себе Кінг вважав діяльність Махатми Ґанді, лідера руху пасивного опору, завдяки якому Індія звільнилася від британського панування. «Філософія ненасильницького опору Ґанді, — заявляв Кінг, — єдиний метод, виправданий у боротьбі за волю».
У січні 1957 р. афроамериканські лідери півдня створили союз церковних організацій за громадянські права під назвою «Конференція керівництва християн Півдня» (ККХП) й Мартін Лютер Кінг був обраний президентом цієї організації. У вересні 1958 року, під час роздачі автографів у Гарлемі, його поранила ножем у груди психічно хвора.
Використовуючи ККХП як базу, Кінг організував ряд кампаній за громадянські права, націлених на знищення сегрегації у транспорті, у театрах, ресторанах тощо. Він подорожував по всій країні, читаючи лекції, причому 15 разів Кінга заарештовували. У 1960 році за запрошенням прем'єр-міністра Джавахарлала Неру він провів місяць в Індії, де познайомився з діяльністю Ґанді. У березні-квітні 1963 року Кінг очолив масові демонстрації в Бірмінгемі (штат Алабама) проти сегрегації на виробництві та у побуті, одним з гасел яких було створення комітетів громадян різних рас. Поліція розганяла демонстрантів (серед яких було багато дітей) за допомогою собак, водометів і кийків. За порушення заборони на демонстрації Кінг був заарештований на 5 днів. У цей час він написав «Лист із бірмінгемської в'язниці» білим релігійним діячам міста, які дорікали йому за «нерозсудливі й несвоєчасні дії».
«Насправді час не має ніякого значення, — писав Кінг. — Прогрес людства аж ніяк не котиться на колесах неминучості. Він настає внаслідок безнастанних зусиль людей, що творять Божу волю, без яких час стає союзником сил застою в суспільстві». У 1963 р. Кінг разом зі своїм заступником Ральфом Ебернаті, засновником Конгресу расової рівності Байярдом Рустином та іншими лідерами організував найбільшу в історії США демонстрацію за громадянські права.
У 1964 році Кінгу була присуджена Нобелівська премія миру. У вступній промові представник Норвезького нобелівського комітету Гунар Ян відзначив: «Хоча Мартін Лютер Кінг непричетний до міжнародних справ, його боротьба служить справі миру… У західному світі він був першим, хто продемонстрував, що боротьба не обов'язково має на увазі насильство». У своїй Нобелівській лекції Кінг говорив: «Ненасильство означає, що мій народ всі ці роки терпляче переносив страждання, не заподіюючи їх іншим… Це значить, що ми не відчуваємо більше страху. Але із цього не треба робити висновок, що ми хочемо злякати тих або інших або навіть суспільство, частиною якого ми є. Рух не прагне звільнити афро-американців шляхом приниження й поневолення білих. Він не хоче перемоги над кимось. Він бажає звільнення американського».
Залишаючись суперечливою фігурою, Кінг мав багато ворогів — не тільки на півдні, але й в інших частинах країни. Мабуть, найвпливовішим критиком Кінга був директор Федерального бюро розслідувань (ФБР) Едгар Гувер, що називав його комуністом, зрадником і глибоко аморальною людиною. Коли Кінг звинуватив агентів ФБР у невжитті заходів щодо скарг в Олбані (штат Джорджія), пояснюючи це їхнім південним походженням, Гувер не посоромився назвати Кінга «найбільшим брехуном у країні». ФБР прослуховувало телефони Кінга, зібрало велике досьє про його особисте й громадське життя. У 1967 р. Кінг видав книгу «Куди ми підемо звідси?». У квітні він відкрито висловився проти війни у В'єтнамі. Кінг звернувся з посланням до великого антивоєнного мітингу у Вашингтоні; став співголовою організації «Священники й миряни, стривожені подіями у В'єтнамі». В останні роки життя увага Кінга була прикута не тільки до расизму, але й до проблеми безробіття, голоду й бідності у всій Америці.

## Убивство
У 1968 році Кінг був поранений снайпером, коли стояв на балконі мемфіського готелю «Лорейн». Від ран він помер у госпіталі Сент-Джозефа і був похований в Атланті.

## Особисте життя

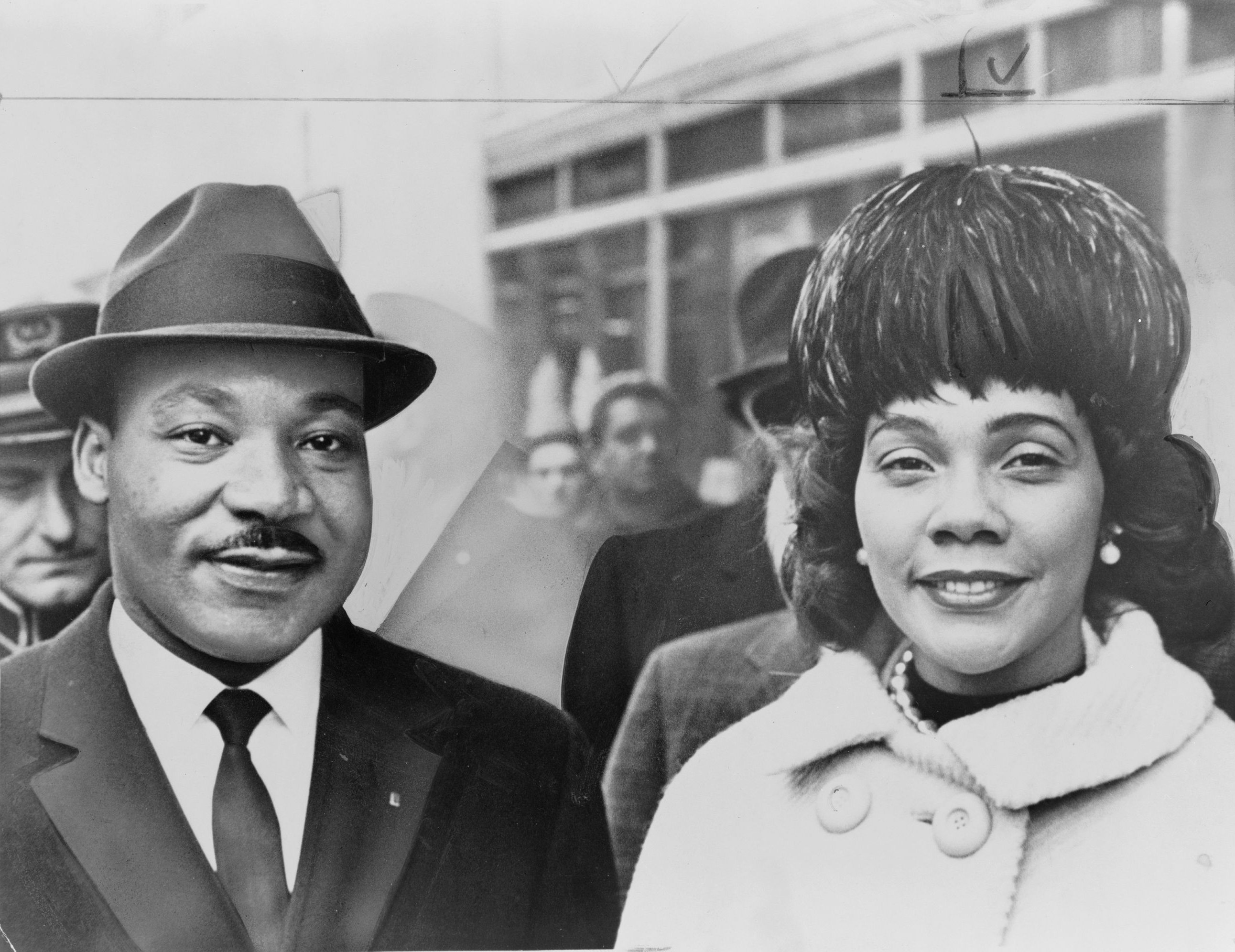
Мартін Лютер Кінг разом зі своєю дружиною Кореттою Скотт Кінг

У січні 1952 року, проживши в Бостоні близько п'яти місяців, Кінг познайомився зі студенткою консерваторії Кореттою Скотт. Через пів року Кінг запросив дівчину поїхати разом з ним в Атланту. Познайомившись із Кореттою, батьки дали свою згоду на їхній шлюб.
Мартін Лютер Кінг і його дружина Коретта Скотт Кінг повінчалися в будинку її матері 18 червня 1953 року. Вінчав молодят батько нареченого. Коретта отримала диплом з вокалу та скрипки у Консерваторії Нової Англії. Після закінчення консерваторії у вересні 1954 вони з чоловіком переїхали до Монтгомері, столиці штату Алабама.
Подружжя Кінгів мало чотирьох дітей:
- Йоланда Кінг — дочка (17 листопада 1955, Монтгомері, Алабама — 15 травня 2007, Санта-Моніка, Каліфорнія)
- Мартін Лютер Кінг III — син (нар. 23 жовтня 1957, Монтгомері, Алабама)
- Декстер Скотт Кінг — син (нар. 30 січня 1961, Атланта, Джорджія)
- Берніс Альбертіні Кінг — дочка (нар. 28 березня 1963, Атланта, Джорджія)

## Нагороди та відзнаки
Кінг був удостоєний щонайменше п'ятдесяти почесних ступенів коледжів та університетів. 14 жовтня 1964 року Кінг став наймолодшим лауреатом Нобелівської премії миру, яка була присуджена йому за керівництво ненасильницьким опором расовій дискримінації в США. 1965 рокуАмериканський єврейський комітет нагородив його медаллю «Американські свободи» за «винятковий внесок у розвиток принципів людської свободи». У своєму виступі на церемонії нагородження Кінг зазначив: «Свобода — це одна річ. Ви маєте все це або ви невільні».
У 1957 році він був нагороджений медаллю Спінгарна від NAACP. Два роки по тому він отримав літературну премію Анісфілд-Вулф за книгу «Крок до свободи: історія Монтгомері». У 1966 році Федерація планованого батьківства Америки нагородила Кінга премією Маргарет Сенгер за «його мужній опір фанатизму та відданість просуванню соціальної справедливості та людської гідності протягом усього життя». Також у 1966 році Кінг був обраний членом Американської академії мистецтв і наук. У листопаді 1967 року він здійснив 24-годинну поїздку до Великої Британії, щоб отримати почесний ступінь доктора цивільного права в Університеті Ньюкасла, ставши першим афроамериканцем, якого цей навчальний заклад визнав таким чином. У своїй імпровізованій промові з нагоди отримання ступеня він сказав: Існує три нагальні і справді великі проблеми, з якими ми стикаємося сьогодні не тільки в Сполучених Штатах Америки, але й в усьому світі. Це проблема расизму, проблема бідності та проблема війни.
Крім трьох номінацій на премію «Греммі», Кінг посмертно отримав нагороду за номінації «Найкращий розмовний альбом» у 1971 році за «Why I Oppose The War In Vietnam» («Чому я проти війни у В'єтнамі»).
У 1977 році президент Джиммі Картер посмертно нагородив Кінга президентською медаллю Свободи. У нагородній грамоті йшлося: Від болю і знемоги в боротьбі за виконання обіцянок батьків-засновників для наших найскромніших громадян, він красномовно виклав свою мрію про Америку. Він зробив нашу націю сильнішою, бо зробив її кращою. Його мрія підтримує нас і досі.
Кінг і його дружина також були нагороджені золотою медаллю Конгресу у 2004 році.
Кінг посів друге місце у списку найбільш шанованих людей 20-го століття за версією Геллапа. 1963 року він був названий людиною року за версією журналу Time, а 2000 року був визнаний шостим в онлайн-опитуванні «Людина століття» того ж журналу. Кінг посів третє місце в рейтингу The Greatest American («Найвеличніший американець»), проведеному каналом Discovery Channel та компанією «AOL».

### П'ятидоларова купюра
20 квітня 2016 року міністр фінансів США Джейкоб Лью оголосив, щодо 2020 року банкноти номіналом $5, $10 і $20 зазнають змін у дизайні. Лью сказав, що в той час, як Лінкольн залишиться на лицьовій стороні 5-доларової купюри, реверс буде перероблений, щоб зобразити різні історичні події, які відбувалися в Меморіалі Лінкольна. Серед запланованих дизайнів є зображення з промови Кінга «I Have a Dream».

### Меморіали
На честь Мартіна Лютера Кінга було створено багато меморіальних місць, будівель і скульптур, зокрема Меморіальна бібліотека Мартіна Лютера Кінга у Вашингтоні, округ Колумбія, Бібліотека доктора Мартіна Лютера Кінга в Сан-Хосе, Каліфорнія, та Меморіал Мартіна Лютера Кінга в парку Вест-Потомак поруч із Національним торговим центром у Вашингтоні, округ Колумбія.

### Почесні докторські ступені
Кінг отримав кілька почесних докторських ступенів.
- 1957: Доктор гуманної літератури, коледж Морхаус; Доктор права, Університет Говарда; Доктор богослов'я, Чиказька теологічна семінарія
- 1958: доктор права, Державний коледж Моргана; Доктор гуманітарних наук, Центральний державний коледж
- 1959: доктор богослов'я, Бостонський університет
- 1961: доктор права, Лінкольнський університет; Доктор права, Бріджпортський університет
- 1962: доктор цивільного права, коледж Барда
- 1963: Доктор літератури, коледж Кеука
- 1964: доктор богослов'я, Весліанський коледж; Доктор права, Єврейська теологічна семінарія; Доктор права Єльського університету; Доктор богослов'я, Спрінгфілдський коледж
- 1965: доктор права, Університет Хофстра; Доктор гуманної літератури, Оберлінський коледж; Доктор соціальних наук, Амстердамський вільний університет; Доктор богослов'я, коледж св. Петра
- 1967: доктор цивільного права, Університет Ньюкасл-апон-Тайн; Доктор права, коледж Ґріннелл

## Цікаві факти
- Його промову «Я маю мрію» (англ. I have a dream) слухало понад 300 000 американців.
- 16 січня 1986 року погруддя Кінга встановлено у Великій ротонді Капітолія у Вашингтоні  — темношкірого американця вшанували такою честю вперше.
- Кінг займався плагіатом при написанні великих розділів своєї дисертації. Бостонський університет створив комітет для визначення ступеня плагіату в дисертації Кінга. Він визначив, що 45 відсотків першої частини і 21 відсоток другої частини взято з робіт інших авторів[28]. Навчальні заклади часто скасовують свої рішення з присудження наукового ступеня при виявленні значно менших шахрайств, але значення Кінга для руху за громадянські права завадило скасуванню його богословського ступеня.
- 20 січня 1986 року американці відзначили перший День Мартіна Лютера Кінга.
- 2305 Кінг — астероїд, названий на честь діяча.

## Вшанування пам'яті
На честь нього названа Вулиця Доктора Мартіна Лютера Кінга у Гарлемі.